# 莫里茨堡
莫里茨堡（德語：Moritzburg）是德国萨克森州的一个市镇，隶属于迈森县。总面积为46.49平方千米，截至2020年总人口为8326人。